# Limnoria bituberculata
Limnoria bituberculata is een pissebed uit de familie Limnoriidae. De wetenschappelijke naam van de soort is voor het eerst geldig gepubliceerd in 1957 door Pillai.